# Cartas sin destino
Cartas sin destino es una telenovela mexicana dirigida por Julio Castillo y  producida por Ernesto Alonso para la cadena Televisa en 1973. Contó con las actuaciones protagónicas de Jacqueline Andere, Claudia Islas, José Alonso y Ernesto Alonso. Está basada en una famosa historia de origen francés escrita por Cyrano de Bergerac.

## Sinopsis
Rosina (Jacqueline Andere) y Procopia (Claudia Islas) son dos jóvenes hermanas que se han criado en un orfanato, pero llega el día en que deben salir y conocer el mundo real. Se trasladan a la capital donde consiguen alojamiento en una vecindad. Como Rosina tiene talento para coser, decide poner un negocio de costura en su casa.
Pronto consiguen clientes y amigos entre los habitantes de la vecindad. Uno de ellos es Don Marcelo (Ernesto Alonso), un caballero mayor que una vez fue el próspero dueño de un conocido periódico. Pero su ambiciosa esposa, mucho menor que él, lo despojó de su fortuna reduciéndolo a vivir en la miseria.
Rosina hace amistad con Fabián (José Alonso), un joven taxista que se enamora de ella. Sabiendo que es muy romántica, le pide ayuda a Marcelo para poder cortejarla. Convertido en un "Cyrano de Bergerac" moderno, Marcelo escribe una serie de cartas, supuestamente escritas por Fabián, dirigidas a la costurera. En ellas Marcelo expresa sus verdaderos sentimientos, ya que también él se ha enamorado de Rosina.

## Elenco
- Jacqueline Andere - Rosina
- Claudia Islas - Procopia "Propia"
- Ernesto Alonso - Don Marcelo
- José Alonso - Fabián
- Anita Blanch - Doña Prizca
- Enrique Lizalde - Javier
- Lucía Méndez - Aurora
- Norma Lazareno - Mónica
- Lupita D'Alessio
- Héctor Bonilla - El Planchado
- Raquel Olmedo
- Columba Domínguez - Madre superiora
- Malena Doria
- Dagoberto Rodríguez
- Kiki Herrera Calles - Esther
- Celia Manzano
- Félix González - Emilio
- Miguel Manzano - Don Fausto
- Margarita Cortés
- Consuelo Frank - Madre Josefina
- Sergio Jiménez - Homero
- Otto Sirgo - Adalberto
- July Furlong - Irma
- Óscar Morelli - El Dandy
- Isabel Blanch - Doña Rita

## Versiones
- En 1960 Ernesto Alonso produjo y protagonizó esta historia como Cartas de amor, cuyo estelar femenino corrió a cargo de Angélica María.
- En 1984 se realizó otra versión de esta historia, Tú eres mi destino protagonizada por Claudia Islas y Enrique Álvarez Félix.
- En 1986 se realiza una versión brasileña a través de TV Record titulada Cartas sem destino, protagonizada por Elisa D'Agostino y Jorge Roca.